# Leucopis curtisetosa
Leucopis curtisetosa är en tvåvingeart som beskrevs av Beschovski och Merz 1998. Leucopis curtisetosa ingår i släktet Leucopis och familjen markflugor. Inga underarter finns listade i Catalogue of Life.